# 2003年11月中国大陆

## 11月27日
- 11月27日至29日，中央经济工作会议召开。会议强调，突出抓好节约能源、节约原材料和节约用水工作，搞好重要资源的综合利用[1]。